# Kasteel Vildštejn
Het Kasteel Vildštejn (Duits: Wildstein) is een kasteel in het Tsjechische stadje Skalná, dat tot 1950 bekend was onder de naam Vildštejn. Het kasteel werd in het jaar 1166 gesticht voor de familie Nothaft uit Cheb. Oorspronkelijk werd het kasteel gebouwd in romaanse stijl, in de 15e eeuw werd het herbouwd in gotische stijl en in de 16e eeuw omgebouwd tot renaissance-kasteel. In 1783 werd een nieuw rococokasteel naast het bestaande kasteel gesticht. Het gedeeltelijk vervallen kasteel wordt tegenwoordig gebruikt voor tentoonstellingen en als restaurantlocatie.